# Kuroda Yoshitaka
Kuroda Yoshitaka (黒田孝高) 22 de dezembro de 1546 - 19 de abril de 1604 foi um samurai e Daimyō do Clã Kuroda , viveu no Período Edo da história do Japão. Também conhecido como Kuroda Kanbei(黒田官兵衛), foi um dos estrategistas-chefe de Toyotomi Hideyoshi.
Kuroda Yoshitaka nasceu na cidade de Himeji, Província de Hyōgo, filho de Kuroda Mototaka . Acredita-se que o Clã se originou na Província de Ōmi . E que  Shigetaka avô de Yoshitaka trouxe a família para Himeji e passou a residir no Castelo Gochaku (御着城, Gochaku-jō), a leste do Castelo de Himeji.
Shigetaka foi um dos principais vassalos de Kodera Masamoto, o Daimyō de Himeji, e foi tão elogiado que seu filho Mototaka teve permissão para se casar com a filha adotiva de Masamoto e usar o nome Kodera.
Yoshitaka conseguiu a liderança do Clã, em 1567. Alguns anos mais tarde, se juntou às forças de Toyotomi Hideyoshi que liderava o avanço das forças do Clã Oda na Região de Chugoku. Yoshitaka, juntamente com  Takenaka Hanbei, servia como estrategista de Hideyoshi e ajudou na campanha contra o Clã Mōri.
Yoshitaka liderou um ataque em Kyūshū  por ordem de Hideyoshi. Junto com ele estava o famoso daimyō cristão Takayama Ukon. Yoshitaka se converte ao catolicismo e é batizado com o nome ドン · シメオン (Dom Simeão). Depois de uma visita a Dejima, Toyotomi Hideyoshi ficou com medo da poderosa influência que os jesuítas e os daimyōs cristãos exerciam e em 1587 fez seu famoso decreto que expulsou os missionários estrangeiros e ordenou que todos os samurai cristãos abandonassem sua fé.
Enquanto Takayama Ukon resistiu ao edital e perdeu seu feudo, Yoshitaka desistiu de sua nova religião e adotou o hábito de monge passando a se chamar Josui (如水) . Seu ato mais importante durante o seu curto período como cristão foi salvar uma missão jesuíta da Província de Bungo quando o daimyō cristão daquela província, Ōtomo Sōrin, estava sob ataque do Clã Shimazu.
Yoshitaka teve participação na batalha de Sekigahara . Seu filho Kuroda Nagamasa acabou o sucedendo na direção do Clã e do domínio em 1559 . Morreu em 1604.